# Flor de Rosa (1509)
A nau Flor de Rosa, também referida como "Flor de Roza" ou "Flor de la Roza" foi uma nau portuguesa da Carreira das Índias. Foi lançada pela primeira vez em 1509 e fez parte da 11ª Armada da Índia de Dom Fernando Coutinho, comandada por Leonel Coutinho, filho de Vasco Fernandes Coutinho. Afundou em 1528 ao largo da Ilha de São Lourenço.  Foi a bordo desta embarcação que a 16 de dezembro de 1515 faleceu Afonso de Albuquerque.

## História

### Partida para a Índia
Construída nos estaleiros da Ribeira das Naus, a nau Flor de Rosa é referida pela primeira vez em 1509, fazendo parte da Armada liderada por Dom Fernando Coutinho, com o propósito de libertar, por ordem do Rei D.Manuel, Afonso de Albuquerque, preso às mãos de Francisco de Almeida, que se recusava a abandonar o cargo de Vice-Rei das Índias e torná-lo o novo Vice-Rei da Índia Portuguesa. Tinha também, o propósito de reforçar as esquadras portuguesas no Índico com quinze naus e três mil homens (entre eles mil e seiscentos soldados).
À saída de Lisboa, a nau era comandada por Leonel Coutinho, filho de Vasco Fernandes Coutinho. Partiu do Reino a 12 de Março de 1509, alcançou Cananor em Outubro e chegou a Cochim em Novembro de 1509. A 29 de Dezembro de 1509 é dado ao governador da Índia, ordem para se dar ao despenseiro da nau Flor da Rosa mantimentos para a sua tripulação.
A partir daí, a Armada partiu juntamente com as naus de Afonso de Albuquerque com o objetivo de tomar a cidade de Calecute.
Em Janeiro de 1510, a Armada alcança Calecute e é empreendida uma mal-sucedida tentativa de conquista da cidade de Calecute. Nesta batalha, durante a retirada, aventurou-se no interior da cidade Dom Fernando Coutinho e foi alvo de uma emboscada, sendo morto. Afonso de Albuquerque ao tentar salvá-lo ficou gravemente ferido e teve que retirar.

### Comissões no Índico
Falhado o ataque a Calecute, Afonso de Albuquerque retira para Cochim e aí apressa-se a formar uma poderosa armada, em que constava a nau Flor de Rosa, reunindo vinte e três naus e 1 200 homens, organizando uma expedição para atacar uma nova frota de mamelucos que se estava a criar dos remanescentes da Batalha Naval de Diu. A expedição partiu para o Mar Vermelho no final de Janeiro de 1510, e a 6 de Fevereiro ancora perto de Cananor.
A nau Flor de Rosa participa nesta batalha juntamente com as restantes da Armada de Afonso de Albuquerque, pressupõe-se ainda comandada por Leonel Coutinho. Em maio de 1510, com o contra-ataque de Goa por Adil Shah o contigente português em Goa embarca nas naus e retira de Goa para o Rio Mandovi.
A 1 de Junho, fica encurralada juntamente com as outras naus na foz do Rio Mandovi,incapazes de partir para o alto mar devido às tempestades das monções. A nau Flor de Rosa, fica na foz juntamente com as outras.
A 15 de agosto, a armada finalmente partiu do Mandovi em direção a Cannanore e no dia seguinte chegou à ilha de Angediva para buscar água. Lá, eles encontraram Diogo Mendes de Vasconcelos liderando uma expedição de 4 navios e 300 homens, enviados pelo rei Manuel I para negociar diretamente com Malaca, com base no pressuposto errado de que Diogo Lopes de Sequeira havia conseguido abrir o comércio com essa cidade no ano anterior.
A 25 de Novembro de 1510, dia de Santa Catarina, a nau Flor de Rosa participa na segunda conquista de Goa por parte das forças portuguesas.
Em Fevereiro de 1511, deixa Goa em direção a Malaca de modo a tomar a cidade. Alcança Malaca a 1 de Julho.
A 16 de Dezembro de 1515, aquando a preparação de uma expedição portuguesa ao Suez, Afonso de Albuquerque morre ao comando da nau Flor de Rosa, diante de Goa.

### Regresso a Portugal
Entre 1515 a 1518 a nau Flor de Rosa faz a viagem de regresso ao Reino, após seis anos em várias comissões no Índico. Em 1519, é de novo incorporada numa armada capitaneada por Jorge de Albuquerque, juntamente com outras catorze embarcações.
Desta vez, é comandada por Rafael Perestrelo e parte de Lisboa a 23 de Abril de 1519.
Nesta viagem, apenas quatro, incluindo a nau-capitânia passam para  Índia. Flor de Rosa, juntamente com as outras, passam o Inverno de 1519 em Moçambique.
Regressa a Portugal antes de 1525, visto que se encontra na armada de D. Filipe de Castro, comandada por António de Abreu. 

### Última viagem à Índia
A 18 de Abril de 1528, saiu de Lisboa capitaneada pelo novo governador da Índia Nuno da Cunha, numa armada de treze navios. A 6 de Julho de 1528, chegando à região do Cabo das Agulhas, a Armada dispersou-se devido a uma forte tempestade. A Flor de Rosa juntamente com outras cinco embarcações foram impelidas para este, afastando-se das restantes. Estas embarcações, decidiram então continuar a viagem até à Ilha de Santa Apolónia de modo a abastecerem-se de provisões e água. De novo, uma tempestade a sul da Ilha de São Lourenço, dividiu a armada e a Flor de Rosa foi impelida para a costa de Madagáscar, juntamente com a Santa Catarina do Monte Sinai de Pêro Vaz e a Santa Maria de Espinheiro de Dom Francisco de Lima. Estando agora com um fraco abastecimento de mantimentos e água, as três naus tentaram ancorar no Cabo Santa Maria, o ponto mais a Sul de Madagáscar, mas o mau tempo impediu-os de tal. Após a ancoragem falhada no Cabo de Santa Maria,  seguiram viagem para ancorar na Baía de São Agostinho.
A três léguas náuticas (dezasseis quilómetros) da Baía de São Agostinho, a Flor de Rosa embateu num banco de areia, o mesmo onde no ano anterior a nau Conceição e São Sebastião embateram. A sua tripulação conseguiu retirá-la do banco de areia e ancoraram em segurança na Baía de São Agostinho a 23 de Agosto de 1528. Depois de ter ancorado, as naus foram reabastecidas com ovelhas, galinhas e vagem em troca de algumas peças de metal e outros objectos de baixo valor. 
A 25 de Agosto, dois dias depois de ter ancorado, os chefes tribais trouxeram um português moribundo, que foi levado até Nuno da Cunha. Este tratava-se de um dos sobreviventes dos naufrágios do Conceição e São Sebastião no ano anterior. 
A 26 de Agosto, três dias depois de ter atracado na Baía de Santo Agostinho, uma tempestade levou a Flor de Rosa a ser arrastada pela sua âncora e a ser violentamente arremessada. Pouco tempo depois, as amarras da âncora, feitas de linho, partiram-se. A tripulação ainda deitou mais 3 âncoras sobresselentes que se encontravam no porão ao mar, mas todas as amarras acabaram por se partir devido à humidade e ao material de que eram feitas. 
Sem âncora, a Flor de Rosa foi arremessada contra um banco de areia, a 6 metros de profundidade. Com a agitação do mar, as ondas acabaram por causar fendas e aberturas no casco e a água começou a entrar, causando uma  inclinação do navio.
Rapidamente a água chegou ao convés inferior. Apesar da proximidade à costa, Nuno da Cunha manteve toda a tripulação no convés, no castelo da proa e no quarto do tombadilho durante toda a noite de modo a evitar que algum membro da tripulação morresse afogado a tentar nada até à costa. Tanto a Santa Catarina do Monte Sinai como a Santa Maria de Espinheiro  tinham as suas amarras da âncora feitas de fibra de coqueiro, ao invés de linho, e por isso, sobreviveram à tempestade.
Nos dias posteriores à tempestade, e depois de uma avaliação do estado da nau pelos engenheiros e carpinteiros da nau ter avaliado o estado da nau como irreparável e destinada a afundar, os passageiros e tripulantes foram divididos entre as outras duas naus. Os mastros, o gado, o dinheiro dos cofres e os canhões do convés superior, do tombadilho e da proa foram transferidos para o Santa Maria de Espinheiro. A 3 de setembro, Nuno da Cunha ordenou que o navio fosse fundeado. Pôs-se fogo à nau e perdeu-se a carga do convés inferior e do porão, os canhões e um canhão basilisco.